# L'Accusé (film)
Pour les articles homonymes, voir L'Accusé.
Ne doit pas être confondu avec Les Accusés (film).
Pour plus de détails, voir Fiche technique et Distribution.
L'Accusé (titre original : La polizia accusa: il Servizio Segreto uccide) est un néo-polar italien, réalisé par Sergio Martino, sorti en 1975, avec Tomás Milián, Mel Ferrer, Luc Merenda et Delia Boccardo dans les rôles principaux.

## Synopsis
Le commissaire de police Giorgio Solmi (Luc Merenda) enquête sur la mort suspecte de trois hauts-militaires qui, apparemment, se seraient suicidés.  Parmi eux, on compte le général Stocchi. Sous la pression de ses supérieurs, le juge d'instruction Michele Mannino (Mel Ferrer) ordonne à Solmi de conclure rapidement l'enquête. Solmi reçoit alors l'aide de sa copine, la journaliste Maria (Delia Boccardo) et d'un agent des services secrets italiens, Mario Sperli (Tomás Milián); qui a aussi des doutes sur la version officielle à propos du suicide des militaires.
Dans une villa de campagne, Chiarotti, un homme aisé, est tué.  On soupçonne une escorte surnommée "la Tunisina" qui a été la dernière personne à avoir rencontré Chiarotti.  Retrouvée et interrogée par Solmi, elle proclame son innocence.  Elle s'est échappée parce que elle a vu le visage du tueur. L'homme sera identifié comme Giovanni Andreassi, surnommé Massù. Malheureusement, la femme est ensuite trouvée et étranglée par Massù.
Le commissaire Solmi ordonne à ses collaborateurs (le vice-commissaire Caprara et le maréchal De Luca) de garder la villa de Chiarotti. Pendant la nuit, un homme nommé Ortolani tente de voler des enregistrements détenus par Chiarotti. Arrêté par les policiers, il dit travailler pour une agence d'État ; bien que le capitaine Sperlì dénie sa version.
Solmi écoute ces cassettes et il comprend qu'il s'agit d'un dialogue entre le général Stocchi et un fantomatique personnage nommé "avocat Rienzi" qui propose à l'officiel un obscur projet  que Stocchi refuse. Lorsque l'enregistrement doit être écouté par le juge Mannino, la cassette se trouve démagnétisée, vide ; alors Solmi comprend qu'il y a un traitre à l'intérieur de la police.
Un informateur de la police dit à Solmi que Massù pourrait être dans un club sportif.  Donc le commissaire et ses hommes entourent le local. Massù tente de s'enfuir mais il est arrêté et malmené par Solmi. Massù déclarera d'avoir tué Chiarotti parce que l'homme avait récolté des preuves embarrassantes sur Martinetti, un important politicien, et sa femme pour faire du chantage. Martinetti déniera toute implication dans cet assassinat et accuse Solmi de vouloir le diffamer.
En prison, Massù est tué durant une révolte des prisonniers.  Solmi visionne les images de la caméra de sécurité de la prison et voit qu'un homme jette Massù du toit de la prison.  Or, cet homme n'est pas un prisonnier. Marie regarde la photo du "tueur de la prison" et dit à Solmi qu'il y a des photos où, un homme très ressemblant au tueur de Massù paraît à côté du général suicidé Stocchi. Tout de suite, Solmi demande au capitaine Sperlì l'identité du tueur de Massù.  Après avoir hésité un peu, Sperlì dit que cet homme est un mercenaire allemand nommé Schmitt, et qu'il loge dans un hôtel de Rome.
Solmi et Sperlì arrivent à l’hôtel mais Schmitt est en train de s'échapper (il avait été averti).  Toutefois, Solmi réussit à le bloquer mais, avant d’être interrogé, Schmitt est tué par Sperlì en légitime-défense. 
Alors, Solmi ordonne à Sperlì de rester là et contrôle la chambre d’hôtel de Schmitt ; dans une valise, le commissaire trouve des papiers : une liste de noms (parmi eux, le nom de l'avocat Rienzi) et les coordonnées d'un camp paramilitaire de montagne où a lieu la préparation d'un coup d'État ; si l'action réussit, Rienzi sera le Ministre de la Défense.
Ce camp est localisé par les forces de police ; les mutinés sont entourés et anéantis par les policiers. Toutefois, quelqu'un parvient à bruler des documents secrets et s'échapper avec une camionnette. 
Solmi et Caprara le suivent en hélicoptère avant, à pieds après. Le fugitif est forcé de se rendre. Les deux policiers sont étonnés lorsqu'ils comprennent que le fugitif est le capitaine Sperli.  Ainsi, la vérité se fait jour : Rienzi et Sperlì sont la même personne.
De toute façon, Sperlì durant le voyage de retour ne dévoile pas les noms des autres conspirateurs qui devaient former la junte putschiste. Le capitaine sera tué par le vice-commissaire Caprara dans une embuscade (Caprara est le policier traitre) avant d’être écouté par le juge Mannino. Toutefois, même Solmi sera tué par un commando devant les yeux de Maria. Donc le juge Mannino les attendra en vain.

## Fiche technique
- Titre :  L'Accusé ou La ville accuse[1]
- Titre original : La polizia accusa: il Servizio Segreto uccide
- Réalisation : Sergio Martino
- Scénario : Sergio Martino, Massimo Felisatti, Fabio Pittorru (it) et Gianfranco Couyoumdjian (it)
- Photographie : Giancarlo Ferrando
- Musique : Luciano Michelini
- Montage : Eugenio Alabiso
- Décors : Franco Calabrese
- Costumes : Rosalba Menichelli
- Production : Luciano Martino et Gianfranco Couyoumdjian (it)
- Société(s) de production : Dania Film et Flora Film
- Société(s) de distribution : Medusa Film
- Pays de production :  Italie
- Genre : Néo-polar italien
- Durée : 98 minutes
- Dates de sortie :
  - Italie : 5 avril 1975
  - France : 5 janvier 1977[1]

## Distribution
- Tomás Milián (VF : Jean-Pierre Dorat) : capitaine Mario Sperlì et faux avocat Giulio Rienzi
- Luc Merenda (VF : Jacques Richard) : commissaire Giorgio Solmi
- Mel Ferrer (VF : Jean Berger) : juge d'instruction Michele Mannino
- Delia Boccardo (VF : Béatrice Delfe) : la journaliste Maria
- Michele Gammino (it) : Vice-commissaire Luigi Caprara
- Paola Tedesco : Giuliana Raimondi
- Gianfranco Barra (VF : Jean-Jacques Steen) : maréchal De Luca
- Carlo Alighiero : Remo Ortolani
- Antonio Casale (VF : Pierre Fromont) : Giovanni Andreassi, dit Massù
- Giovanni Di Benedetto (VF : Jean-Henri Chambois) (it) : Général Eugenio Stocchi
- Claudio Gora (VF : Jean Martinelli) : Martinetti
- Giancarlo Badessi : Vittorio Chiarotti
- Clara Colosimo (VF : Lita Recio) : baronne Isidora Grimani
- Carlo Gaddi (VF : Michel Paulin) : complice de Massù
- Arturo Dominici (VF : Jean-Claude Michel) : directeur
- Claudio Nicastro (it) : un gardien de prison
- Loredana Nusciak (VF : Régine Blaess) : Mrs. Martinetti
- Tom Felleghy
- Fortunato Arena
- Riccardo Petrazzi (it)
- Attilio Dottesio
- Goffredo Unger (it)

## Production
Ce film fait allusion au Golpe Borghese, un coup d'État initié par Junio Valerio Borghese, prévu à la fin de l'année 1970 et manqué.